# Бонџа Си
Бонџа Си (фр. Bandja Sy; Париз, 30. јул 1990) је француски кошаркаш. Игра на позицијама крила и крилног центра.

## Каријера
Бонџа Си је студирао на Њу Мексико Стејт универзитету (2009–2013) где је у својој последњој сезони био стартер у свакој од 35 одиграних утакмица и доспео у идеалан тим западне конференције. Прву професионалну сезону је одиграо у екипи По Ортеза а након тога следе две сезоне у екипи Нансија. У сезони 2016/17. је играо за Асвел.
Сезону 2017/18. је почео у екипи атинског АЕК-а да би у јануару 2018. прешао у Партизан. Са Партизаном је освојио Куп Радивоја Кораћа 2018. године победом у финалу над Црвеном звездом у Нишу 81:75. Исти успех остварује годину дана касније у финалу купа Србије 2019. када је Партизан победио Црвену звезду такође у Нишу, у драматичној завршници, 76:74. У августу 2019. напушта Партизан и прелази у Андору. Након две сезоне у Андори, Си се вратио у француску кошарку и потписао за Метрополитан 92.

## Успеси

### Клупски
- Партизан:
  - Куп Радивоја Кораћа (2): 2018, 2019.